# 多萝西·雪利
多萝西·雪利（英語：Dorothy Shirley，1939年5月15日—），英国女子田径运动员，主攻跳高。她曾代表英国参加1960年和1968年夏季奥林匹克运动会田径比赛，其中1960年奥运会获得一枚银牌。